# Sileänluoto
Sileänluoto är en ö i Finland. Den ligger i sjön Kallavesi (norra delen) och i kommunen Siilinjärvi i den ekonomiska regionen  Kuopio ekonomiska region  och landskapet Norra Savolax, i den centrala delen av landet, 300 km norr om huvudstaden Helsingfors. Öns största längd är 10 meter i sydöst-nordvästlig riktning.

## Klimat
Trakten ingår i den boreala klimatzonen. Årsmedeltemperaturen i trakten är 1 °C. Den varmaste månaden är augusti, då medeltemperaturen är 16 °C, och den kallaste är januari, med −16 °C.